# Aszavka
Aszavka (orosz betűkkel: Асавка, baskír nyelven: Аҫау) falu Oroszországban, a Baskír Köztársaságban, a Baltacsevói járásban.

## Népesség
- 2002-ben 466 lakosa volt, melynek 51%-a udmurt, 31%-a baskír.
- 2010-ben 416 lakosa volt.